# Laffly V15

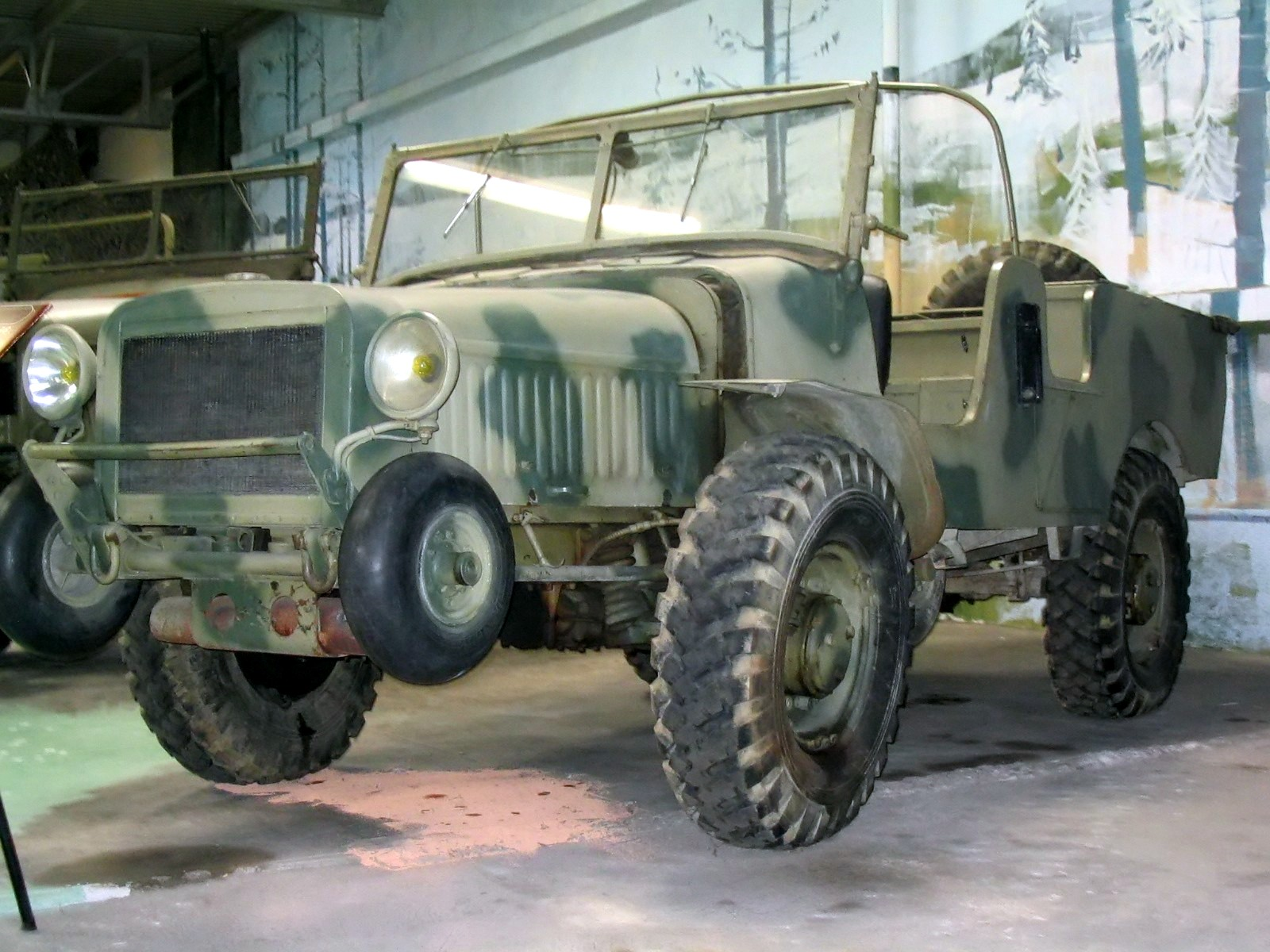
Laffly V15

Laffly V15 bylo terénní vojenské vozidlo od francouzského výrobce Laffly, které bylo používáno zejména v době druhé světové války. 
Typ Laffly V15T byl používán jako dělostřelecký tahač, používaný k vlečení 25mm protitankových kanónů. Pro dopravu a k průzkumu byl určen typ V15R.

## Technické údaje
- Hmotnost: 2,6 t
- Délka: 	4,21 m
- Šířka: 1,85 m
- Výška: 1,85 m
- Osádka: 2 + 3
- Motor: benzínový čtyřválec o obsahu 2300 cm³
- Výkon: 55 hp
- Užitečné zatížení: 700 kg
- Max. rychlost: 58 km/h